# Chỉ số trung bình vận tải Dow Jones
Chỉ số trung bình vận tải Dow Jones (tiếng Anh: Dow Jones Transportation Average - DJTA, còn được gọi là "Vận tải Dow Jones") là một chỉ số thị trường chứng khoán Mỹ từ chỉ số S & P Dow Jones của ngành giao thông vận tải, và là thước đo được công nhận rộng rãi nhất của ngành giao thông Mỹ. Đây là chỉ số chứng khoán lâu đời nhất vẫn được sử dụng, thậm chí cũ hơn so với người họ hàng nổi tiếng của nó, Chỉ số công nghiệp trung bình (JonesIA).

## Các thành phần

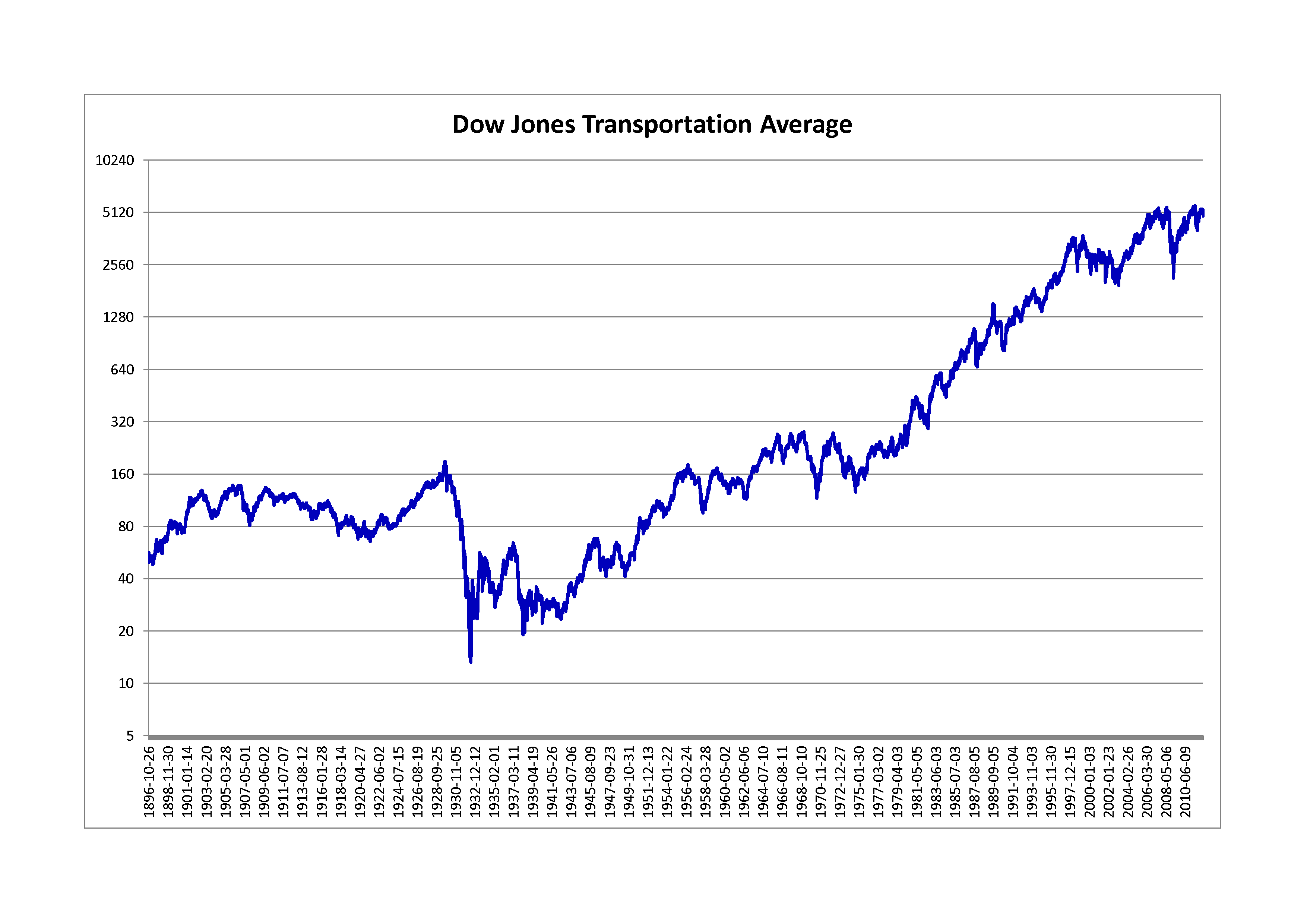
Chỉ số trung bình vận tải Dow Jones giai đoạn 1896–2012

Chỉ số này là trung bình hoạt động của giá cổ phiếu của hai mươi tập đoàn vận tải, với giá mỗi cổ phiếu được điều chỉnh để phân chia cổ phiếu và các yếu tố khác. Kết quả là, nó có thể thay đổi bất cứ lúc nào thị trường mở cửa. Con số được đề cập trong các báo cáo tin tức thường là con số xuất phát từ giá ở cuối thị trường trong ngày.
Những thay đổi trong thành phần của chỉ số là rất hiếm và thường chỉ xảy ra sau khi mua lại công ty hoặc những thay đổi lớn khác trong hoạt động kinh doanh cốt lõi của một thành phần. Nếu một sự kiện như vậy đòi hỏi phải thay thế một thành phần, toàn bộ chỉ mục sẽ được xem xét. Tính đến  tháng 4 năm 2010, chỉ số bao gồm 20 công ty sau: Alaska Air Group thay thế AMR Corporation vào ngày 2 tháng 12 năm 2011, sau AMR corp. nộp đơn xin bảo hộ phá sản.   Có hiệu lực từ ngày 30 tháng 10 năm 2012, Kirby Corp đã thay thế Tập đoàn Overseas Shipholding Group, Inc. Có hiệu lực từ ngày 1 tháng 10 năm 2014, Avis Budget Group Inc. thay thế GATX Corporation. Vào ngày 15 tháng 10 năm 2015, Tập đoàn American Airlines thay thế Con-way.
(kể từ ngày 12 tháng 11 năm 2016)
(as of ngày 12 tháng 11 năm 2016)
| Tập đoàn                         | Mã   | Ngành công nghiệp           |
| -------------------------------- | ---- | --------------------------- |
| Alaska Air Group, Inc.           | ALK  | hàng không                  |
| American Airlines Group Inc.     | AAL  | hàng không                  |
| Avis Budget Group, Inc.          | CAR  | rental and leasing services |
| C.H. Robinson Worldwide, Inc.    | CHRW | trucking                    |
| CSX Corp.                        | CSX  | đường sắt                   |
| Delta Air Lines                  | DAL  | hàng không                  |
| Expeditors International         | EXPD | dịch vụ chuyển phát         |
| FedEx Corporation                | FDX  | dịch vụ chuyển phát         |
| JB Hunt Transport Services, Inc. | JBHT | trucking                    |
| JetBlue Airways Corp.            | JBLU | hàng không                  |
| Kansas City Southern             | KSU  | đường sắt                   |
| Kirby Corp.                      | KEX  | vận tải biển                |
| Landstar System, Inc.            | LSTR | trucking                    |
| Matson, Inc.                     | MATX | vận tải biển                |
| Norfolk Southern Corp.           | NSC  | đường sắt                   |
| Ryder System, Inc.               | R    | dịch vụ vận tải             |
| Southwest Airlines, Inc.         | LUV  | hàng không                  |
| Union Pacific Corp.              | UNP  | đường sắt                   |
| United Airlines Holdings         | UAL  | hàng không                  |
| United Parcel Service, Inc.      | UPS  | dịch vụ chuyển phát         |

## Lịch sử
Chỉ số trung bình được tạo ra vào ngày 3 tháng 7 năm 1884, bởi Charles Dow, người đồng sáng lập của Dow Jones & Company, như một phần của "Customer's Afternoon Letter". Khi mới thành lập, nó bao gồm mười một công ty vận tải, chín công ty đường sắt và hai công ty phi đường sắt:
- Chicago, Milwaukee and St. Paul Railway
- Chicago and North Western Railway
- Delaware, Lackawanna and Western Railroad
- Lake Shore and Michigan Southern Railway
- Louisville and Nashville Railroad
- Missouri Pacific Railway
- New York Central Railroad
- Northern Pacific Railroad preferred stock
- Pacific Mail Steamship Company (phi đường sắt)
- Union Pacific Railway
- Western Union (phi đường sắt)

## Sử dụng trong lý thuyết Dow
Chỉ số Trung bình vận tải là một yếu tố quan trọng trong lý thuyết Dow.

## Lịch sử giá
Năm 1964, chỉ số này lần đầu tiên phá vỡ mức 200, cao hơn chút so với năm 1929.
Năm 1983, chỉ số lần đầu tiên phá vỡ mức 500. Năm 1987, chỉ số đã phá vỡ mức 1000. Nó đóng cửa vào mức 2146,89 vào ngày 9 tháng 3 năm 2009, có sự trùng hợp thấp với một số chỉ số khác; đây là một chút trên mức thấp của mức 1942,19 vào ngày 11 tháng 3 năm 2003.

## Giá trị kỉ lục
| thể loại   | Mức cao mọi thời đại | Mức cao mọi thời đại             |
| ---------- | -------------------- | -------------------------------- |
| Đóng cửa   | 11,570,84            | Thứ Sáu ngày 14 tháng 9 năm 2018 |
| Trong ngày | 11.611,52            | Thứ Sáu ngày 14 tháng 9 năm 2018 |